# Commerson-delfin
A Commerson-delfin (Cephalorhynchus commersonii) az emlősök (Mammalia) osztályának párosujjú patások (Artiodactyla) rendjébe, ezen belül a delfinfélék (Delphinidae) családjába tartozó faj.

## Előfordulása
Elterjedése összefüggőnek látszik a dél-amerikai partok mentén a Valdés-félszigettől a Tűzföldig. Előfordul a chilei vizekben is, a Falkland-szigetek és a Kerguélen-szigetek körül, és van néhány hiányos adat a felbukkanásáról a Tűzföldtől délre. A Déli-Georgia környékéről származó régebbi adatok nem valósak. Úgy tűnik, a leggyakoribb a Tűzföld déli részénél, a Falkland-szigetek körül (főként az öblökben és természetes védettségű területeken), valamint a Magellán-szoroson. A legtöbb megfigyelés a partok közelében történik, ahol a víz 100 m-nél sekélyebb. Megtalálható a nyílt partok mentén, a fjordokban, öblökben és folyótorkolatokban, beúszik a folyókba is. Szereti azokat a helyeket, ahol széles az árapályzóna. Gyakran tartózkodik algás helyek közelében.

## Alfajai
- Cephalorhynchus commersonii commersonii
- Cephalorhynchus commersonii kerguelensis

## Megjelenése
Feltűnő állat, nem nehéz azonosítani a tengeren. Kicsi, zömök teste inkább a disznódelfinekére hasonlít, mint a delfinekére, de feltűnő viselkedése vitathatatlanul delfinszerű. Születéskor szürke, fekete és barna színű, az életkorral kialakul egy tompa, fekete és szürke mintázat, amely idős korra határozottan fekete-fehérre válik. Mintázata példányonként eltérő, főként a fekete és fehér területek kiterjedése változik. A nemek a hasukon lévő fekete folt alapján különböztethetőek meg, amely a hímeknél csepp, a nőstényeknél pedig patkó alakú. Az indiai-óceáni Kerguélen-szigetek körüli populáció földrajzilag izolált, lehetséges, hogy külön alfajba tartozik, az itt élő állatok többsége nagyobb, mint a dél-amerikaiak, színük fekete, szürke és fehér. Chilében és Argentínában vadásznak rájuk, főként a rákhalászok használják csalinak, ami komoly veszélyt jelenthet a számukra.
Hátúszó: Kissé a középpont mögött helyezkedik el.
Születési tömeg: kb. 6 kg
Felnőtt tömeg: 35–60 kg
Újszülött mérete: 55–75 cm
Felnőtt mérete: 1,3-1,7 m

## Életmódja

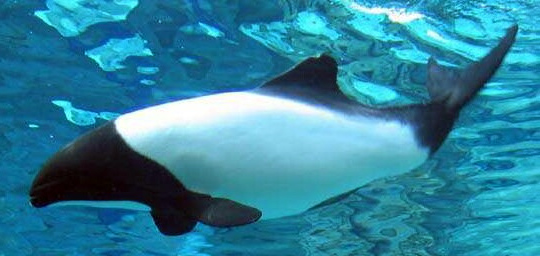
Commerson-delfin

Gyorsan úszik, gyakran látható a felszín fölött. Gyakran ugrik, általában többször egymás után. Néha háton úszik, és megpördül a tengelye körül a víz alatt, meglovagolja még a parthoz közel tajtékzó hullámokat is. Szeszélyes úszása miatt kiszámíthatatlan, hol fog megjelenni a felszínen. Általában 2-3-szor lélegzik, mielőtt 15-21 másodpercre lemerül. Gyakran úszik a hajók orrvizében vagy a csónakok mellett. Néha társul a Peale-delfinekhez és a Burmeister-disznódelfinhez. Egyes populációknak jól behatárolt territóriuma van.
Átlagosan a csoportméret 1-15 egyedből áll, ritkább esetekben akár 100 fős vagy nagyobb létszámú is lehet.
Valószínűleg az aljzaton vagy annak közelében táplálkoznak. Tápláléka halakból, kalmárokból, polipokból, világító-killek-ből vagy rákokból és egyéb gerinctelenekből áll.